# Vuolimuš Skáidejávri
Vuolimuš Skáidejávri och Gaskkamuš Skáidejávri eller Skäidijävrik är sjöar i Finland. De ligger i kommunen Utsjoki i landskapet Lappland, i den norra delen av landet, 1 100 km norr om huvudstaden Helsingfors. Vuolimuš Skáidejávri ligger 143,7 meter över havet. Omgivningarna runt Vuolimuš Skáidejávri är i huvudsak ett öppet busklandskap. Arean är 57 hektar och strandlinjen är 6,61 kilometer lång. Sjön  ingår i Tana älvs huvudavrinningsområde. 